# Margherita Giacobino
Margherita Giacobino (Torino, 26 marzo 1952) è una scrittrice, giornalista, traduttrice e regista cinematografica italiana.
Vive a Torino, e si occupa prevalentemente di gender studies, di letteratura e di cultura lesbica. Ha tradotto romanzi come Cime tempestose e Madame Bovary, e di Margaret Atwood.
Dal 1994 collabora con Smemoranda.

## Opere

### Romanzi
- Casalinghe all'inferno, Baldini & Castoldi, Milano, 1996
- Marina, Marina, Marina, Kunstmann, Monaco, 1999
- L'educazione sentimentale di C.B., Tartaruga, Milano, 2007
- La morte è giovane, 2009, Adriano Salani Editore (con lo pseudonimo di Rita Gatto)
- L'uovo fuori dal cavagno, Eliot, Roma, 2010
- Ritratto di famiglia con bambina grassa, Mondadori, Milano, 2015
- Il prezzo del sogno, Mondadori, Milano, 2017
- L' età ridicola, Mondadori, Milano, 2018
- Il tuo sguardo su di me, Mondadori, Milano, 2020

### Racconti
- Un'americana a Parigi, Baldini & Castoldi, Milano, 1993 (con lo pseudonimo di Elinor Rigby)
- Le pioniere del sesso, Il Dito e la Luna, 2000 (con lo pseudonimo di Elinor Rigby)

### Saggi
- Svegliatevi bambine (in collaborazione con Pat Carra), Zelig, Milano, 1996
- "Orgoglio e privilegio : viaggio eroico nella letteratura lesbica", Il dito e la luna, Milano, 2003[3]
- Guerriere, ermafrodite, cortigiane. Percorsi trasgressivi della soggettività femminile in letteratura, 2005, Il Dito e la Luna

### Traduzioni
- Emily Brontë, Cime tempestose, Collana I Classici Classici, Milano, Frassinelli, 1995. - Collana Oscar, Mondadori, Milano, 2001-2019.
- Gustave Flaubert, Madame Bovary, Collana I Classici Classici, Milano, Frassinelli, 1996.
- Margaret Atwood, La donna che rubava i mariti, Milano, Baldini & Castoldi, 1997.
- Margaret Atwood, L'altra Grace, Milano, Baldini & Castoldi, 1998. - Milano, Ponte alle Grazie, 2008-2017.
- Gustave Flaubert, Bouvard e Pécuchet, Collana I Classici Classici, Milano, Frassinelli, 2000.
- Dorothy Allison, Trash, Milano, Il Dito e la Luna, 2006.
- Audre Lorde, Sorella Outsider. Gli scritti politici di Audre Lorde, traduzione di M. Giacobino e Marta Gianello, Milano, Il Dito e la Luna, 2014.
- Kate Atkinson, Dietro le quinte al museo, Milano, Nord, 2017, ISBN 978-88-429-2814-0.
- Breanne Fahs, Valerie Solanas. Vita ribelle della donna che ha scritto SCUM (e sparato a Andy Warhol), Milano, Il Dito e la Luna, 2019, ISBN 978-88-866-3370-3.